# Communauté de communes des Monts d’Ambazac et du Val du Taurion
Die Communauté de communes des Monts d’Ambazac et du Val du Taurion ist ein ehemaliger französischer Gemeindeverband mit der Rechtsform einer Communauté de communes im Département Haute-Vienne in der Region Nouvelle-Aquitaine. Sie wurde am 10. Oktober 2002 gegründet und umfasste sieben Gemeinden. Der Verwaltungssitz befand sich im Ort Ambazac.

## Historische Entwicklung
Mit Wirkung vom 1. Januar 2017 fusionierte der Gemeindeverband mit 
- Communauté de communes l’Aurence et Glane Développement sowie
- Communauté de communes Porte d’Occitanie

und bildete so die Nachfolgeorganisation Communauté de communes Élan Limousin Avenir Nature.

## Ehemalige Mitgliedsgemeinden
1. Ambazac
2. Les Billanges
3. Jabreilles-les-Bordes
4. La Jonchère-Saint-Maurice
5. Saint-Laurent-les-Églises
6. Saint-Priest-Taurion
7. Saint-Sylvestre